# Hans Peter Clausen
Hans Peter Clausen (* 31. Januar 1928 in Borg/Gemeinde Brede; † 21. April 1998 in Århus) war ein dänischer Historiker, Politiker und Hochschullehrer.

## Leben und Wirken
Nach seiner Reifeprüfung 1946 am Gymnasium in Sønderborg studierte Hans Peter Clausen an der Universität Kopenhagen Geschichte und Dänische Sprache. Sein Studium schloss er dort 1955 ab und wurde zunächst wissenschaftlicher Assistent im Bereich Neuere Geschichte an der Universität Århus. Dort lehrte er fortan Geschichte und Staatswissenschaft. Im Jahre 1969 wurde er zum Professor ernannt. Von 1955 bis 1965 lehrte er außerdem an der Dänischen Hochschule für Medien und Journalismus. Nach 1984 war er einige Jahre Oberbibliothekar der Staatsbibliothek Århus.
Das politische Wirken von Hans Peter Clausen begann 1986. Er wurde zunächst Kulturminister (1986/87), Minister für Kultur und Kommunikation (1987/88), Verkehrs- und Kulturminister (1988) und schließlich Justizminister (1989) im Kabinett des damaligen dänischen Ministerpräsidenten Poul Schlüter. Von 1987 bis 1997 war er Mitglied des Folketings für die Konservative Volkspartei, von 1989 bis 1993 amtierte er als Parlamentspräsident. Sein letztes öffentliches Amt als dänischer Generalkonsul in Flensburg als Nachfolger von Lorenz Rerup übernahm er 1997, konnte es aber nur kurze Zeit ausüben, da er im Frühjahr 1998 starb. Zu seinem Nachfolger wurde Henrik Becker-Christensen berufen.
In seinen wissenschaftliche Arbeiten beschäftigte sich Clausen neben der Theorie und Methodik der Geschichtswissenschaft vor allem mit der neueren Geschichte Dänemarks und seiner Außenpolitik, außerdem mit den nationalen Minderheiten im deutsch-dänischen Grenzland sowie der Schulgeschichte.

## Veröffentlichungen (Auswahl)
- Südschleswig. Ein europäisches Problem. 3. Aufl. Sydslesvigsk Udvalg, København 1953.
- Aviser som historisk kilde. Institut for presseforskning og samtidshistorie, Århus 1962 (5. Aufl. 1972).
- Baron Billing og Georg Klindworth. En ubehændig diplomat og en hemmelig agent i dansk arvefølgepolitik 1845–46. In: Sønderjydske aarbøger, Bd. 76 (1964), S. 327–348.
- Dansk og tysk på Als 1812–48. Bidrag til alsisk skolehistorie. In: Sønderjydske Aarbøger, Bd. 77 (1965), S. 1–36, zweiter Teil in Bd. 78 (1966), S. 105–203.
- Kildekritik. Historisk metode og teknik. Gyldendal, Copenhagen 1974.
- (mit Jørgen Paulsen): Augustenborgerne. Slægt – slotte – skæbne. Historisk Samfund for Als og Sundeved, Sønderborg 1980.
- Das Verhältnis zwischen Dänemark und Deutschland 1864-1900. Gegner und Nachbarn. In: Jens Christian Jensen (Hrsg.): Dänemark und Deutschland 1864–1900. Gegner und Nachbarn. Carius, Kopenhagen 1981, S. 61–65,
- Barthold Georg Niebuhr. Et liv på anden hånd. In: Helge Larsen (Hrsg.): Festskrift til Troels Fink. Odense Universitetsforlag, Odense 1982, S. 89–110, ISBN 87-7492-360-9.
- Hvad er historie? 2. Aufl. Paludans Forl., København 1986, ISBN 87-7230-812-5.

Außerdem eine große Zahl von Artikeln in dänischen Zeitungen und regionalen Zeitschriften.